# Sh2-230
Sh2-230 è una grande nebulosa a emissione visibile nella costellazione dell'Auriga.
Si individua nella parte centromeridionale della costellazione, in una regione molto ricca di campi stellari a metà strada fra le stelle ι Aurigae e θ Aurigae; il periodo più indicato per la sua osservazione nel cielo serale ricade fra i mesi di ottobre e marzo ed è notevolmente facilitata per osservatori posti nelle regioni dell'emisfero boreale terrestre.
Sh2-230 possiede delle dimensioni apparenti molto grandi, estendendosi per almeno 5° in una regione già di per sé particolarmente ricca di nebulose, fra le quali spiccano IC 405 e IC 410, Sh2-237 e numerosi addensamenti minori. Le stime sulla sua distanza si basano sulle misurazioni delle emissioni molecolari legate alla sorgente di radiazioni infrarosse IRAS 05197+3355, che hanno fornito un valore di 3200 parsec (10430 anni luce), facendo rientrare così questa nebulosa nel Braccio di Perseo, assieme a tutte le altre nubi visibili nei dintorni, probabilmente nelle vicinanze dell'associazione Auriga OB2. Tuttavia, sia Sharpless che Avedisova indicano che la nebulosa potrebbe essere legata alla più vicina associazione Auriga OB1, situata attorno ai 2000 parsec; sempre Avedisova riporta come stelle ionizzatrici della nebulosa la stella subgigante azzurra HD 35633, di classe spettrale B0.5IV, la stella azzurra di sequenza principale HD 35653 (classe B0.5V), e la gigante brillante HD 36212 (classe B3II). Da notare che invece Sharpless indica che le prime due stelle sono le responsabili della ionizzazione della vicina Sh2-234. Il catalogo Avedisova associa Sh2-230 all'ammasso aperto NGC 1907 e a diverse sorgenti di onde radio.
La situazione delle associazioni OB in direzione dell'Auriga sembrerebbe essere più complessa di quanto creduto inizialmente: infatti le due principali associazioni individuate, già di per sé allineate una dietro l'altra, sarebbero entrambe formate dalla somma di due distinti gruppi stellari. Sotto la definizione di Auriga OB1 sono comprese due associazioni distinte situate rispettivamente a 1100 e a 2000 parsec; Auriga OB2 comprende a sua volta due associazioni, la più vicina delle quali sarebbe situata a 3000 parsec, in una regione quindi prossima a Sh2-230, mentre l'associazione più remota si trova a ben 6000 parsec, in corrispondenza del Braccio del Cigno.